# Vlastimil Brodský
Pour les articles homonymes, voir Brodsky.
Vlastimil Brodský, né le 15 décembre 1920 à Hrušov et mort le 20 avril 2002 à Slunečná, est un acteur tchèque qui a joué dans plus de 90 films et est considéré comme un acteur-clé du cinéma de la Nouvelle Vague en Tchécoslovaquie.

## Biographie
Vlastimil Brodsk apparaît notamment dans Un jour un chat, Chronique morave et Alouettes, le fil à la patte. 
Il reçoit l'Ours d'argent du meilleur acteur en 1975 pour son rôle dans le film Jakob le menteur.
En 1987, il joue dans The Jester and the Queen de Věra Chytilová.
Il se suicide en 2002.

## Filmographie
- 1960 : Quand le diable s'en mêle (Kam čert nemůže) de Zdeněk Podskalský : Borovicka
- 1963 : Un jour un chat (Až přijde kocour) de Vojtěch Jasný : Pr Robert
- 1969 : Světáci de Zdeněk Podskalský : Gustav Prouza
- 1990 : Král kolonád de Zeno Dostál (cs)
- 1996 : Une trop bruyante solitude (Příliš hlučná samota) de Véra Caïs